# عبد القادر السياب
عبد القادر السياب، (1901 - 1969)، صحفي وإعلامي وسياسي عراقي من أبو الخصيب، أصدر صحيفة الناس في عهد المملكة العراقية عام 1935م.

## الولادة والنشأة
ولد عبد القادر السياب في ناحية أبو الخصيب بالبصرة عام 1901، وبعد إتمامه لدراستهِ الأولية والمتوسطة انقطع للتأليف والكتابة والصحافة. 
يعتبر عبد القادر من مشاهير الصحفيين في البصرة فقد ابتدأ طموحه الصحفي في عام 1929 بعد ان شكل مع مجموعة من المثقفين جمعية ماسونية عرفت (بجمعية الأحرار) وحاول ان يحصل على امتياز لأصدار صحيفة باسم (التجدد)، ولكن تعثر إصدار الصحيفة بسبب توجهاتها الماسونية، وعلاقتها بمجلة وجمعية الشمس المعروفة بعائديتها للحزب الماسوني، (وقد صدرت في البصرة عام 1915م، وكان رئيس التحرير أسير الغريب)، فقد اتجه إلى دعم مجلة الاقتصاد التي اصدرها بديع شوكت بالأشتراك مع يوسف هرمز، ويشير رجب بركات إلى أن مجلة الأقتصاد صدرت في شهر نيسان من عام 1928 وقد صدر منها ثلاثة أعداد ثم توقفت عن الصدور، وطبعت اعدادها في مطابع صحيفة الحياة للأخوين هرمز.
وكانت جمعية الأحرار واجهة سياسية للحركة الماسونية التي أسسها مجموعة من الضباط البريطانيين في البصرة بعد احتلال البصرة عام 1914، وفي الطلب الرسمي المقدم إلى الجهات الحكومية في البصرة كانت الهيئة التأسيسية للجمعية مكونة من الآتي:
- عبد القادر السياب
- توما هرمز
- مهدي وفي
- عبد الحافظ الخصيبي
- عبد محمد بنكال.

## نشاطه وأعماله
- أصدر صحيفة الناس في بغداد بتاريخ 3 كانون الأول 1931 ولكنها لم تستمر طويلا مما إضطره للعودة إلى مدينتهِ البصرة.
- وفي 9 حزيران 1935 أصدر صحيفة الناس في البصرة التي تبنت توجهات الحزب الوطني العراقي بقيادة جعفر أبو التمن، ولكن عطلت الصحيفة بعد فشل حركة رشيد عالي الكيلاني عام 1941 واعتقل السياب وارسل مخفورا إلى معتقل الفاو وبعد الإفراج عنهُ أعاد إصدار صحيفة الناس فمنعتها السلطات في عام 1952، ولكنها سمحت لها بالصدور حتى ثورة 14 تموز 1958.[3]
- ساهم مع مجموعة من أهالي البصرة في تأسيس أول فرع للحزب الوطني في أبي الخصيب عام 1933، وكان عضوا فيهِ مع عمر اليوسف وغالى الزويد (الذي كان عضوا في خلية البصرة للحزب الشيوعى منذ عام 1929)، وعبد الحافظ إبراهيم الخصيبى، وعبد السلام السياب، وأفتتح الحزب نشاطه باقامة حفلة بتاريخ 16 نيسان 1933، وبلغ عدد المنتسبين للحزب حوالى خمسين شخصاً، وتتبعت الشرطة تحركاتهم، كما ذكر في مذكرة مأمور شرطة أبى الخصيب إلى معاونية شرطة اللواء في 9 نيسان 1933.[4]
- شغل منصب نائب في البرلمان العراقي عن لواء البصرة في عام 1939 وحتى اعتقاله عام 1941.[2]
- في عام 1946 شغل منصب رئيس فرع حزب الاستقلال في البصرة.
- في عام 1966 اصدر صحيفة الحياة التي توقفت عن الصدور في 6 آب 1969 وكان السياب في هذه الفترة قد ترك حزب الاستقلال ليعمل كصحفي حر دون أي التزامات حزبية.

- كان عبد القادر السياب في كتاباتهِ أقرب إلى الفكر القومي على عكس أخيهِ عبد المجيد السياب الذي أنضم إلى تشكيلات الحزب الشيوعي، لهذا فقد كانت الفكرة القومية هي التي تحكم مسارات عمله السياسي، ومنذ أن ترك جمعية الأحرار ومجلة شمس كانت ارتباطاته مع الأحزاب القومية. وكان مؤمنا بالعمل السياسي كوسيلة للتغيير.

## وفاته
توفى عام 1969.